# Pete & Pete
Pete & Pete ist eine in den USA produzierte Fernsehserie, die zwischen 1995 und 1998 auf dem deutschen Ableger des Fernsehsenders Nickelodeon  erstausgestrahlt wurde. Die Serie drehte sich um die beiden Brüder Pete und Pete, die in der amerikanischen Kleinstadt Wellsville oft surreale und skurrile Abenteuer erleben. Im Vordergrund stehen dabei hauptsächlich eigentlich alltägliche Situationen. Nachdem der erste Anlauf von Nickelodeon im deutschen Fernsehen 1998 eingestellt worden war, fand die Serie im Jahre 2001 auf dem Pay-TV-Kanal Junior (Premiere) einen neuen Sendeplatz, welcher ihr bis 2002 erhalten blieb. 2007 wurden einige Folgen vorübergehend bei Nick ausgestrahlt und 2008 auf dem Programmfenster Nick nach acht wiederholt.
Ursprünglich startete die Serie als eine Reihe einminütiger Shortclips im Jahr 1989, die zwischen dem eigentlichen Fernsehprogramm ausgestrahlt wurden. Aufgrund ihrer hohen Popularität wurden bald fünf halbstündige Specials gedreht, aus denen bis 1993 eine Serie mit drei Staffeln wuchs.

## Charaktere

### Die Familie
- (Der Ältere) Pete Wrigley (Mike Maronna) ist der hauptsächliche Erzähler der Serie und übernimmt oft die Rolle der Vernunft gegen seine oft seltsame Umwelt. Sein bester Freund ist sein Bruder. In der deutschen Version spricht Kim Hasper Pete.[1]
- (Der Jüngere) Pete Wrigley (Danny Tamberelli) ist vier Jahre jünger als sein Bruder und lehnt sich oft gegen die Regeln der Erwachsenenwelt auf. Meist ist er unhöflich und spricht mit einer besonders tiefen Stimme. Auf seinem Arm hat er eine Tätowierung namens „Petunia“, die eine Frau im roten Kleid darstellt (wird im Anfangstitel separat genannt), und auf seinem Rücken eine von einem Segelboot. Beide Brüder tragen den Namen „Pete“, da die Eltern keinen der Brüder benachteiligen wollten.
- Joyce Wrigley (Judy Grafe) ist die Mutter der Familie und hat seit ihrer Kindheit eine Metallplatte in ihrem Kopf, mit der sie Radioprogramme empfangen kann. Auch diese Platte wird im Anfangstitel einzeln genannt. Der Beruf von Joyce scheint der einer Hausfrau zu sein. Synchronisiert wird sie in Deutschland von Kerstin Sanders-Dornseif.[1]
- Don Wrigley (Hardy Rawls) hat seine Frau am Strand kennengelernt, als er mit einem Metalldetektor unterwegs war, der auf ihre Platte im Kopf ansprang. Sich selbst hält er für den besten Autofahrer der Welt, den „King of the Road“. Außerdem liebt er seinen Rasen und betreibt eine Golf-Driving Range.

### Freunde
- Artie, der stärkste Mann in der Welt (Toby Huss) ist der persönliche Superheld des jüngeren Pete und vollbringt besondere Großtaten, wie das Versetzen von Häusern.
- Theodore „Teddy“ L. Forzman (Dave Martel) gehört zu den besten Freunden des älteren Pete. Er hat fast immer gute Laune.
- Ellen Josephine Hickle (Alison Fanelli) ist die beste Freundin des älteren Pete. Obwohl es romantische Momente zwischen den beiden gibt, ist sie für ihn „ein Mädchen, eine Freundin, aber nicht seine Freundin“.
- Bill Korn (Rick Barbarette) ist ein Freund des älteren Pete, der Späße und Sarkasmus liebt.
- Nona F. Mecklenberg (Michelle Trachtenberg) ist die Nachbarin der Wrigleys und sehr gut mit dem jüngeren Pete befreundet. Sie hat ständig einen Gips um ihren Arm, aber nicht weil er gebrochen wäre, sondern weil es unter dem Gips so schön juckt. Ab und an verliebt sie sich sogar in den jüngeren Pete. Ihr Vater wird von Iggy Pop gespielt.
- Monica Perling (Maris Hudson) ist Pfadfinderin aus Leidenschaft. Sie hat immer Pech mit Haustieren und ist deshalb für jeden da, der ein Haustier verliert.
- Wayne Pardue (Justin Restivo) geht den meisten ziemlich auf die Nerven, ist aber trotzdem ein Freund des jüngeren Petes.

### Feinde
| Feinde des älteren Pete: - „Endless“ Mike Hellstrom (Rick Gomez) - Open-Face | Feinde des jüngeren Pete: - Fran „Pitstain“ (Eric Kushnick) - Papercut (Christopher Conte) - Direktor Ken Schwinger (Adam West) |

### Gaststars
Eine ganze Reihe Gaststars traten in der Serie auf:
| - Selma Blair, amerik. Schauspielerin - Martin Donovan, amerik. Schauspieler - Chris Elliott, amerik. Comedian und Schauspieler - Janeane Garofalo, amerik. Comedian und Schauspielerin - Ellen Greene, amerik. Sängerin - Debbie Harry, amerik. Sängerin der Band Blondie - Juliana Hatfield, amerik. Rockmusikerin - Patty Hearst, amerik. Prominente - LL Cool J, amerik. Rapper - Ann Magnuson, amerik. Schauspielerin - Sam Rockwell, amerik. Schauspieler - Richard Edson, amerik. Schauspieler - William Hickey, amerik. Schauspieler - David Johansen, amerik. Sänger der Band New York Dolls - Kate Pierson, amerik. Sängerin der Band The B-52´s | - John McLaughlin, brit. Musiker - Bebe Neuwirth, amerik. Tänzerin - Larisa Oleynik, amerik. Schauspielerin - Vincent Pastore, amerik. Schauspieler - Iggy Pop, amerik. Punkmusiker - James Rebhorn, amerik. Schauspieler - Michael Stipe, amerik. Sänger der Band R.E.M. - Liza Weil, amerik. Schauspielerin - Hunter S. Thompson, amerik. Schriftsteller - Steve Buscemi, amerik. Schauspieler - J. K. Simmons, amerik. Schauspieler - Heather Matarazzo, amerik. Schauspielerin - Adam West, amerik. Schauspieler - Gordon Gano, amerik. Sänger der Band Violent Femmes |

Oft gibt es Anspielungen auf den American-Football-Spieler Johnny Unitas.

## Handlungsort
Beinahe sämtliche Folgen spielen in der fiktiven amerikanischen Kleinstadt Wellsville, die typischen amerikanischen Kleinstädten nachempfunden ist.
Die ersten zwei Staffeln der Serie wurden an verschiedenen Orten in New Jersey gedreht. Schulszenen stammen aus Bayonne, die Nachbarschaftszene wurden in South Orange und Leonia gedreht. Während des Drehs der Folge Nie Wieder Halloween in Staffel 2 richtete das Team auf den Straßen von South Orange so viel Chaos an, dass die Stadt die Filmcrew verbannte. Daraufhin wurden die Dreharbeiten in Cranford, New Jersey, fortgesetzt.

## Musik
Der Soundtrack von Pete & Pete bestand aus Songs vieler verschiedener Independent- und Undergroundmusiker. Bands wie Apples in Stereo, Chug, Magnetic Fields, Luscious Jackson, Racecar und The 6ths steuerten ihre Lieder bei, die entweder als Hintergrundmusik verwendet wurden oder besondere Momente untermalten (Bsp.: Chugs Flowers während des „Wrigley 500“-Rennens). Die meiste Musik stammt allerdings aus der Feder der Band Polaris, die aus drei Mitgliedern von Mark Mulcahys Band Miracle Legion bestand (Ray Neal nahm derzeit eine Pause). 1999 erschien ein Polaris-Album, das zwölf Lieder enthält, darunter auch das Titellied der Serie, Hey Sandy.

## Episoden (in Originalreihenfolge)

### Shortclips
1. Was würdest du für einen Dollar tun? (What Would You Do for a Dollar?): Die beiden Petes, Ellen und ein Kind namens Carl Slurm stellen sich die Titelfrage.
2. Einfrierfanger (Freeze Tag): Little Pete bleibt nach einer Nacht Strumpfeinfrierfanger eingefroren und taut nicht wieder auf.
3. Der Abschuß (The Launch): Die beiden Petes und Ellen schicken eine Rakete in das Weltall.
4. Mom's Platte (Mom's Plate): Eine kurze Einweisungsgeschichte über die Metallplatte in Moms Kopf.
5. Pete-Wichtig (Pete-Less): Ellen fühlt sich verletzt, als Big Pete ihr Valentinstagsgeschenk beleidigt.
6. Pete's Theorie (Pete's Theory): Little Pete ist überzeugt davon, dass der Weihnachtsmann als erster den Ärmelkanal überquert hat.
7. Weihnachtsvorabend (X-Mas Eve): Die beiden Petes beobachten Dad, wie er am Vorweihnachtsabend sein Geschenk (eine im Dunkeln leuchtende Diskusscheibe) vorzeitig öffnet und die ganze Nacht damit herumspielt.
8. Röntgenstrahlmann (X-Ray Man): Little Pete bekommt eine Vision von einem Röntgenstrahlenmann, nachdem er in eine Mondfinsternis gestarrt hat.
9. Das Rülps Zimmer (The Burping Room): Dad hat die Nase voll von Little Petes ständigem Rülpsen und errichtet einen schallschutzsicheren Raum.
10. Artie, der stärkste Mann... in der Welt! (Artie, the Strongest Man... in the World!): Eine kleine Geschichte über Little Petes persönlichen Superhelden, Artie.
11. Die Rache der Pete's (Revenge of the Petes): Artie kämpft gegen einen Bösewicht namens Hathead.
12. Halloween (Halloween): Hathead kehrt an Halloween zurück, um alle Kürbisse zu zerschmeißen.
13. Die Bestrafung (The Punishment): Dad bestraft Little Pete, als er das Gesetz gebrochen hat.
14. Straße 34 (Route 34): Big Pete bekommt einen schrecklichen Sommerjob, indem er das ganze Gras entlang der Straße 34 mähen muss.
15. Der Punkt (The Dot): Ellen bricht in Tränen aus, als sie von ihrem Marschkapellenanweiser angeschriehen wird.
16. Das große Rennen (The Big Race): Mr. Wrigley (der Vater der Petes) und Mr. Hickle (Elles Vater) tragen ein Rennen gegeneinander aus.

### Specials (1991–93)
1. Schlacht am Valentinstag (Valentine's Day Massacre): Big Pete schwärmt für seine Mathematiklehrerin
2. Außerirdische sind unter uns (Space, Geeks And Johnny Unitas): Big Pete und Ellen versuchen die Existenz von Außerirdischen zu beweisen.
3. Pete hat das Kommando (Apocalypse Pete): Little Pete und sein Vater führen einen Nachbarschaftskrieg gegen Ellens Vater.
4. Die Suche nach Mr. Tastee (What We Did On Our Summer Vacation): Pete und Pete und Ellen versuchen sich mit einem geheimnisvollen Eisverkäufer anzufreunden.
5. Frohes neues Jahr (New Year's Pete): Little Pete will die Welt für alle verbessern und braucht dazu einen Riley-Retro-Fire-Jetpack und das Geld dafür.

### 1. Staffel (1993–94)
1. Der König der Straße (King Of The Road): die Familie auf Familienausflug zum Hoover Dam
2. Der Tag des Punktes (Day Of The Dot): Ellen soll den i-Punkt bei einer Kapellenaufführung spielen und übertreibt total.
3. Die Nachtschwärmer (Nightcrawlers): Klein Pete erklärt der Schlafenszeit den Kampf.
4. Der Balljunge (Rangeboy): Big Pete versucht in einem Bärenkostüm seinen ihm peinlichen Job als Caddie zu verheimlichen.
5. Das Geheimprojekt (Tool And Die): Big Pete hilft Werklehrer Slurm bei einem „Geheimprojekt“.
6. Alle gegen Pete (Don't Tread On Pete): Little Pete hat Probleme beim Sportunterricht.
7. Pete gegen Pete (When Petes Collide): Beide Brüder im Streit um die Familienbowlingkugel.
8. Harte Tage für Pete (Hard Day's Pete): Little Pete auf der Suche nach seinem Lieblingslied.

### 2. Staffel (1994)
1. Ein Tunnel in die Freiheit (Grounded For Life): Little Pete hat Hausarrest und versucht sich in die Freiheit zu buddeln.
2. Sieg um jeden Preis (Field Of Pete): Ein Virus rafft das komplette Baseballteam dahin.
3. Der Telefonterror (The Call): Seit 27 Jahren klingelt ein Münztelefon, nur die Petes trauen sich dranzugehen.
4. Das große Schweigen (The Big Quiet): Little Petes Eidechse Gary ist tot und soll nicht vergessen werden.
5. Pete will es wissen (Time Tunnel): Little Pete sucht die magische Stunde der Sommerzeitumstellung, während Big Pete ein Date mit Ellen hat.
6. Nie wieder Halloween (Halloweenie): Eine Gruppe Halloween-Terroristen versucht das Fest zu ruinieren.
7. Inspektor 34 (Inspector 34): Little Petes neues Vorbild ist der überkorrekte Kontrolleur Inspektor 34.
8. Aufstand in der Mathestunde (X = Why?): Ellen führt Krieg gegen die Algebra.
9. Jagd auf Bob (On Golden Pete): Vater Wrigley versucht den legendären Fisch Bob zu fangen.
10. Artie auf Abwegen – Teil 1 (Farewell My Little Viking, Part 1): Der Vater der Petes ist eifersüchtig auf Artie und versucht ihn aus der Stadt zu kriegen.
11. Artie auf Abwegen – Teil 2 (Farewell My Little Viking, Part 2): Artie verleiht dem jüngeren Pete einen Teil seiner Kräfte während er weg ist.
12. Am Abgrund (Yellow Fever): Der Schulbus macht aus einer Klassenfahrt einen Höllentrip.
13. Die Lebensmittelvergiftung (Sickday): Little Pete nimmt einen Krankheitstag.

### 3. Staffel (1995–96)
1. Nur 35 Stunden (35 Hours): Während die Eltern verreist sind, verkauft Little Pete das Haus.
2. Ärger mit Teddy (The Trouble With Teddy): Petes Freund Theodore zieht für eine Woche bei den Wrigleys ein.
3. Entscheidung in Smedley Ravine (The Good, The Bad And The Lucky): Little Petes Glückspenny soll auf den Schienen der Eisenbahn wieder aufgeladen werden.
4. Sturmwellen (Splashdown!): Big Pete will Oberbademeister werden.
5. Der erste Tanz (Dance Fever): Der erste Tanz steht für Little Pete bevor.
6. Frühlingsfieber (Crisis In The Love Zone): Nona und Pete versuchen Wellsville vor dem Fieber zu retten, das alle in liebestolle Weicheier verwandelt.
7. April, April (Last Laugh): Little Pete versucht das alljährliche Hygienefestival zu ruinieren.
8. Nachsitzen (Allnighter): Little Pete, Monica und Wayne werden über Nacht in der Schule eingeschlossen.
9. Die Fahrprüfung (Road Warrior): Der ehemalige Werklehrer Slurm gibt Big Pete seine ersten Fahrstunden.
10. Herr der Ringer (Pinned!): Big Pete will in die Ringermannschaft, aber Endless Mike hat es auf ihn abgesehen.
11. O Weihnachts-Pete! (O'Christmas Pete): Jeder Tag soll nach Little Petes Willen Weihnachten sein.
12. Die letzte Station (Das Bus): Big Pete macht ein Praktikum als Busfahrer.
13. Samstag (Saturday): ein verflixter Samstag und seine Folgen.

## Besonderheiten
- Pete & Pete war die letzte Sendung, die vor Einstellung des ersten deutschen Ablegers des US-Senders Nickelodeon lief. Gezeigt wurde die Folge Der Telefonterror.